# Rząd Luca Friedena i Xaviera Bettela
Rząd Luca Friedena i Xaviera Bettela – rząd Luksemburga pod kierownictwem premiera Luca Friedena oraz wicepremiera Xaviera Bettela. Powstał w miejsce rządu Xaviera Bettela, Paulette Lenert i François Bauscha.
Gabinet został powołany po wyborach parlamentarnych w 2023. Koalicję zawarły opozycyjna Chrześcijańsko-Społeczna Partia Ludowa (CSV) oraz Partia Demokratyczna (DP) dotychczasowego premiera Xaviera Bettela. Nowy, na czele którego stanął chadek Luc Frieden, został zaprzysiężony 17 listopada 2023.

## Skład rządu

### Ministrowie
| Imię i nazwisko | Imię i nazwisko   | Partia | Urząd |
| --------------- | ----------------- | ------ | --- |
|                 | Luc Frieden       | CSV    | Premier Luksemburga |
|                 | Xavier Bettel     | DP     | Wicepremier Luksemburga Minister spraw zagranicznych i europejskich, do spraw współpracy rozwojowej, handlu zagranicznego i Wielkiego Regionu       |
|                 | Martine Hansen    | CSV    | Minister rolnictwa, żywności i winogrodnictwa |
|                 | Claude Meisch     | DP     | Minister edukacji narodowej, dzieci i młodzieży Minister mieszkalnictwa i planowania regionalnego                                                   |
|                 | Lex Delles        | DP     | Minister gospodarki, małych i średnich przedsiębiorstw, energii i turystyki                                                                         |
|                 | Yuriko Backes     | DP     | Minister obrony Minister równości płci i różnorodności Minister mobilności i robót publicznych                                                      |
|                 | Max Hahn          | DP     | Minister ds. rodziny, solidarności i wspólnoty |
|                 | Gilles Roth       | CSV    | Minister finansów |
|                 | Martine Deprez    | CSV    | Minister zdrowia i ochrony socjalnej |
|                 | Léon Gloden       | CSV    | Minister spraw wewnętrznych |
|                 | Stéphanie Obertin | DP     | Minister cyfryzacji Minister szkolnictwa wyższego i badań naukowych                                                                                 |
|                 | Georges Mischo    | CSV    | Minister sportu Minister pracy |
|                 | Serge Wilmes      | CSV    | Minister środowiska, klimatu i różnorodności biologicznej Minister ds. służby cywilnej                                                              |
|                 | Elisabeth Margue  | CSV    | Minister sprawiedliwości Minister delegowany przy premierze ds. mediów i komunikacji Minister delegowany przy premierze ds. kontaktów z parlamentem |
|                 | Eric Thill        | DP     | Minister kultury Minister delegowany ds. turystyki                                                                                                  |